# Cerodontha zlobini
Cerodontha zlobini este o specie de muște din genul Cerodontha, familia Agromyzidae, descrisă de Spencer în anul 1987. Conform Catalogue of Life specia Cerodontha zlobini nu are subspecii cunoscute.